# Jurangombo Selatan
Jurangombo Selatan is een bestuurslaag in het regentschap Magelang van de provincie Midden-Java, Indonesië. Jurangombo Selatan telt 7514 inwoners (volkstelling 2010).